# Nagari Sitanang
Nagari Sitanang is een bestuurslaag in het regentschap Agam van de provincie West-Sumatra, Indonesië. Nagari Sitanang telt 1699 inwoners (volkstelling 2010).